# Euscelidia flava
Euscelidia flava là một loài ruồi trong họ Asilidae. Euscelidia flava được Dikow miêu tả năm 2003. Loài này phân bố ở miền Ấn Độ - Mã Lai.